# Jacob Regnart
Jacob Regnart (Dowaai, 1540 of 1545 - Praag, 16 oktober 1599) was een componist uit de Franco-Vlaamse School, afkomstig uit de Zuidelijke Nederlanden.

## Leven
Regnart is de achternaam van een familie van musici uit de Nederlanden die actief waren in de tweede helft van de 16e eeuw.
Van de vijf broers was Augustin kanunnik aan de Sint-Pieterskerk in Rijsel. Deze Regnart is de samensteller van een in 1590 in Dowaai gedrukte bundel met 39 vier- tot zesstemmige motetten, gecomponeerd door zijn vier broers, Francis, Jacob, Paschasius en Charles. Toepasselijk citeert het werk op de titelbladzijde psalm 132: Ecce quam bonum et quam jucundum fratres habitare in unum (vertaling: Hoe goed en hoe heerlijk is het, als broeders bijeen te wonen). De volledige titel is Novae Cantiones Sacrae, 4, 5 et 6 vocum turn Instrurnentorum cuivis generi turn vivas voci aptissimas, autboribus Francisco, Jacobo, Pascasio, Carolo Regnart, fratribus germanis.
Van de vier broers bereikten twee een vooraanstaande positie als componist, met name Francis en Jacob. De andere twee zijn elk enkel met drie motetten in de verzameling vertegenwoordigd. Over hun muzikale loopbaan staat voor het overige niets bekend.
Over Francis vertelt Augustin dat hij zijn studies aan de universiteit van Dowaai heeft voortgezet en aan de kathedraal van Doornik. De 24 motetten uit de bovenvermelde verzameling niet te na gesproken, is Francis Regnart echter voornamelijk bekend van zijn bundel met 50 vier- en vijfstemmige chansons, Poesies de Ronsard et autres, oorspronkelijk in Dowaai in 1575 door Jean Bogaerd uitgegeven en daarna in Parijs in 1579 door Le Roy en Ballard. De 19e-eeuwse musicoloog Fetis vermeldt nog een bundel Missae tres a 4-5, van Francis Regnart, gepubliceerd bij Christoffel Plantijn in 1582, maar van die uitgave is geen spoor meer aan te treffen in Goovaerts bibliografie en Eitner vermeldt de bundel ook niet.
Over het leven en het werk van Jacob zijn we echter beter ingelicht. Waarschijnlijk kreeg hij zijn opleiding in zijn geboortestad, Dowaai, en vermoedelijk heeft hij in die beginjaren ook een korte tijd in Italië verbleven. Al op jonge leeftijd werd als alumnus opgenomen in de keizerlijke hofkapel in Wenen en Praag. In 1564 werd hij als tenor in de hofkapel aangesteld en als lid van die kapel vergezelde hij keizer Maximiliaan II van het Heilige Roomse Rijk naar de Rijksdag van Augsburg in 1566. In 1573 wordt hij vermeld als muzikale preceptor van de koorknapen. Nog voor 1579 werd hij vice-kapelmeester. In 1580 werd hij door de keurvorst van August van Saksen tot kapelmeester in Dresden aangesteld, een betrekking die vacant was na de dood van Scandelli. Regnart wees het aanbood echter af. In 1582 verliet hij het keizerlijke hof om aartshertog Ferdinand II van Oostenrijk te dienen in Innsbruck, waar hij drie jaar later kapelmeester zou worden; een betrekking die hij tot 1595 behield. In 1596 werd hij om zijn verdiensten in de adelstand verheven. Hij keerde vervolgens naar Praag terug, waar hij vice-kapelmeester werd onder kapelmeester Philippus de Monte. Een aantal jaren later overleed hij in die stad.

## Werk

### Geestelijke werken
In de opdracht van zijn bundel missen aan keizer Rudolf II, een bundel die pas later zou worden gepubliceerd, beval hij kort voordien zijn vrouw en zes kinderen aan de zorgen van de keizer aan. Zijn weduwe keerde naar München terug, waar zij zich toelegde op de uitgave van drie boekdelen missen van haar man (uitgegeven in 1602 en 1603); alles bij elkaar zowat 29 vijf- zes-, acht- en tienstemmige missen en een bundel van 35 vier- tot twaalfstemmige Sacrae cantiones. De andere geestelijke werken van Regnart, die bij zijn leven verschenen, waren een bundel vijf- en zesstemmige Sacrae cantiones' , uitgegeven in 1575, en een dito bundel vierstemmige, uitgegeven in 1577; ook werd een bundel Mariale motetten, gecomponeerd als dank voor de genezing van een ernstige ziekte, uitgegeven, in 1588.
Geen van Regnarts Latijnse motetten werd ooit herdrukt, op een na, dat door het Evangelische Liedboek van Gotha van 1655 deugdelijk genoeg werd bevonden voor opneming, reden waarom het is gereproduceerd in Schöberleins Schatz.
Regnarts missen, waarvan verschillende gegrond op het thema van Duitse volksliederen, zijn vermoedelijk in zijn tijd populair geweest, als mag worden afgegaan op de kopieën die ervan bewaard zijn gebleven in handschriften, waarvan Eitner de lijst heeft opgesteld, en die in verschillende kerkarchieven worden aangetroffen. Een achtstemmige Mattheuspassie van Regnart is enkel overgeleverd in een handschrift.

### Wereldlijke werken
Toch was Jacob vooral bekend omwille van zijn wereldlijke werken die bestaan uit twee bundels vijfstemmige Canzone italiane (1574-'81) en twee boeken met vijfstemmige Duitse wereldlijke liederen (1595) met als titel Threni Amorum en verschillende verzamelingen drie-, vier- en vijfstemmige liederen met als titel Kurtzweilige teutsche Lieder nach Art der Neapolitanen oder welschen Villanellen (1576-91). Van die laatste herdrukte Eitner in 1895 een collectie van 67 driestemmige liederen in moderne transcriptie. Ze zijn gecomponeerd in de melodieuze Italiaanse canzonettenstijl of leunen met hun eenvoudige harmonie aan bij de populaire villanellen, ongekunsteld en weinig contrapuntisch uitgewerkt. In een in verzen gesteld woord vooraf verontschuldigt de componist zich voor het veelvuldige maar intentionele gebruik van parallelle kwinten in de harmonie, hetgeen overeenstemt met het eenvoudige, volksgebonden karakter dat hij deze liederen wenste te verlenen. De melodie van één ervan, Venus du und dein Kind, werd later, met een kleine aanpassing in het eerste vers, de bekende koraalmelodie Auf meinen lieben Gott. Van Regnarts vijfstemmige liederen werden er twee, die iets meer imitatief contrapuntisch zijn uitgewerkt, herdrukt in Commers keuze uit Geistliche und weltliche Lieder aus der xvi-xvii Jahrh.

### Jan mine man is een goet bloet
In een van de bundels uit die reeks, de Neue kurzweilige teutsche Lieder mit fünff Stimmen [...], uitgegeven in Neurenberg bij K. Gerlach & Johann Bergs Erben in 1580, werd één enkel Niderlendisch Lied opgenomen te midden van de Duitse liederen, Jan mine man. Het is een driedelige compositie voor achtereenvolgens vier, drie en dan weer vier stemmen. De zeven strofen beginnen met dezelfde woorden Jan mine man en de muziek is volledig gebouwd op het daaraan ontleend ritmische motief. Wellicht is de opname van dit lied tussen de Duitse liederen een hulde van Regnart aan zijn Vlaamse herkomst; een toelichting ook bij de aanduiding Flandrus (Vlaming) op het frontispice van sommige van zijn bundels.
De aardige liedtekst is:
| Jan mine Man is een goet bloet |
| --- |
| Jan mine Man is een goet bloet, Al heb ich wat bedreven, Hij hebbet mi vergeven Al op den standen voet. Jan mine Man is seer fin. Al gaen ick groet van kinde, Tsi van wi dat ich vinde, Hij wilt den vader sin. Jan mine man al is hij gram, Nochtans soe moet ick wesen, Die eerbarste gepresen Die noet huit landt en kam. Jan mine man hoert wat hij doet, Al doet men dicmals blicken, Dat kint hen nit gelicken, Noch nimmt hiet al vergoet. Jan mine man het sick verkeert, Dat heb ick connen macken, Verstaedt seer wel die sacken, Duer mi wurt hij geërt. Jan mine man siet welgemoet, Die roess van alle Vrowen, Daer voer moet men mi howen. Al costet al min goet. Jan mine man wet nergens van. Al siet hijt mit sin ogen, Noch hout hijt vor gelogen, Tis recht dat hij heet Jan. |